# Идалго
Вижте пояснителната страница за други значения на Идалго.
Идалго (на испански: hidalgo от hijo de algo – буквално син на някого) е благородническа титла в Испания. Получава се по наследство само по мъжка линия. За доказателство на притежание на тази титла се ползват петима свидетели като поне трима от тях също трябва да бъдат идалго. Лишаване от статута на идалго е невъзможно. Терминът идалго фактически заменя термина кабалеро.
Алтернативна форма на идалго е фидалго. За първи път се появява през 1177 година. В литературата известен идалго е Дон Кихот. Друг такъв е дон Хосе, главният герой в „Кармен“ на Проспер Мериме.